# Federico II de Holstein-Gottorp
Federico II de Holstein-Gottorp (en danés: Frédéric II de Holstein-Gottorp) (21 de abril de 1568 - castillo de Gottorp (Schleswig-Holstein), 15 de junio de 1587) fue un príncipe danés de la casa de Holstein-Gottorp, que durante apenas nueve meses (r. 1586-1587) fue duque de Holstein-Gottorp, parte de los de los ducados de Schleswig y Holstein, sucediendo el largo gobierno de su padre Adolfo de Holstein-Gottorp (r. 1544-1586).

## Biografía
Federico nació el 21 de abril de  1568 siendo el hijo mayor del duque Adolfo de Holstein-Gottorp y de Cristina de Hesse. Recibió una educación completa bajo la guía del noble francés y gramático protestante Antoine Cauchie, quien en 1581 lo acompañó a él y a su hermano menor Felipe a la Universidad de Heidelberg. Aquí se desempeñó en 1583 como rector honorario y luego continuó en la Universidad de Estrasburgo.
El 1 de octubre de  1586, tras la muerte de su padre, se convierte en duque de las partes Gottorp de los ducados de  Schleswig y Holstein. En realidad, su padre había planeado dividir la herencia entre sus hijos mayores, pero cuando murió Adolfo I, solo su hijo mayor, Federico, era mayor de edad y, por lo tanto, sucedió al padre como duque único. Por otro lado, Federico no logró convertirse en obispo en la diócesis de Schleswig, donde su padre lo había elegido coadjutor. Por el contrario, la diócesis pasó a manos del rey como feudo danés. Federico fue elogiado por su aprendizaje y piedad.
Federico II reinó menos de un año y murió el 15 de junio de  1587 en el castillo de Gottorp. Murió a la edad de diecinueve años antes de que la nobleza pudiera elegirlo y honrarlo. Tras su muerte surgieron agrias discusiones entre los Gottorp, que querían un homenaje hereditario, y los estamentos, que enfatizaban el carácter electoral de la acción. Cuando murió soltero y sin herederos, fue sucedido como duque por su hermano menor Felipe de Schleswig-Holstein-Gottorp. Fue enterrado en la cripta de la catedral de Schleswig.

### Título oficial completo
Por la gracia de Dios Heredero de Noruega, duque de Schleswig, Holstein, Stormarn y Ditmarsken, conde de Oldenborg y de Delmenhorst , etc.
(Af Guds Nåde Arving til Norge, Hertug til Slesvig, Holsten, Stormarn og Ditmarsken, Greve til Oldenborg og Delmenhorst etc.)